# 貝德福德 (紐約州普查規定居民點)
貝德福德（英語：Bedford）是位於美國紐約州西徹斯特縣的普查規定居民點。

## 人口
根據2020年美國人口普查的數據，貝德福德的面積為9.34平方千米，當中陸地面積為9.22平方千米，而水域面積為0.12平方千米。當地共有人口1691人，而人口密度為每平方千米181.05人。